# Alenka Kolšek
Alenka Kolšek, slovenska konservatorka, * 13. avgust 1957, Celje, † 11. november 2006, Celje.

## Življenje
V času študija je sodelovala in igrala v Šentjakobskem gledališču v Ljubljani. Ustvarila je štiri vloge in odigrala 43 predstav.
Diplomirala je iz krajinske arhitekture. Magistrirala je z nalogo Slovenski zdraviliški parki – zgodovinski razvoj in vprašanje prenove. Za disertacijo si je nato izbrala temo Sentimentalno odkritje krajine okrog 1800 na Slovenskem – umetnostnozgodovinska analiza in konservatorska problematika. Doktorata ji ni uspelo končati.
Po končanem študiju se je zaposlila na Zavodu za varstvo naravne in kulturne dediščine v Celju. Kot konservatorka za kulturno krajino in vrtno arhitekturo je na zavodu (s krajšo prekinitvijo) vztrajala triindvajset let. Bila je med vodilnimi konservatorji, ki so varovali kulturno krajino in vrtno arhitekturo.
Bila je članica stanovskih društev v sosednji Avstriji ter v Združenem kraljestvu. V letih 2001 do 2003 je bila predsednica Društva krajinskih arhitektov Slovenije ter bila tudi dolgoletna aktivna članica izvršilnega odbora Slovenskega konservatorskega društva.

## Delo
Ves čas se je posebej sistematično posvečala raziskovanju in prenovi vrtno – arhitekturne dediščine. Bila je odlična poznavalka zgodovinskih vrtov ob dvorcih in samostanih, poznavalka zdraviliških in mestnih parkov. Pripravila je konservatorske programe in projekte za prenovo številnih parkov: mestnega parka v Celju, zdraviliških parkov v Rimskih Toplicah in Rogaški Slatini, samostanskih vrtov v Olimju in Žičah.
Za prenovo parka pri dvorcu Šenek ji je Slovensko konservatorsko društvo podelilo Steletovo priznanje.
Rezultate svojega študijsko-raziskovalnega in konservatorskega dela je redno publicirala. Njena bibliografija obsega več kot 60 enot, med drugim je pisala gesla za enciklopedijo zgodovine vrtov (Oxford, Chicago). Leta 2007 je na Dunaju posthumno izšla njena (soavtorska) knjiga Stadtparks in der oesterreichischen Monarchie 1765-1918. V njej so predstavljeni tudi najpomembnejši slovenski parki.
Z izsledki svojih strokovnih spoznanj se ni pojavljala le na domačih tleh, uveljavila se je tudi v tujini, z znanstvenimi članki in referati na različnih mednarodnih strokovnih srečanjih je postala prepoznavna in si je pridobila ugled tudi med kolegi v Evropi.